# Морелли, Франческо
Франческо Морелли (итал. Francesco Morelli) — итальянский живописец, рисовальщик и гравёр. Биографических сведений о нём не сохранилось. Известно только, что он был родом из Флоренции. В 1582—1584 годах работал в Риме и был учителем тенебриста (подражателя Караваджо) Джованни Бальоне.
Другой Франческо Морелли (ок. 1767 — ок. 1830) — итальянский живописец, рисовальщик и гравёр французского происхождения. Его настоящее имя Франсуа Морель (François Morel). Он родился во Франш-Конте, а затем отправился в Рим. Pаботал в Неаполе. Вместе с Якобом Филиппом Хаккертом и Луиджи Сабателли он выполнил серию рисунков и гравюр, изображающих раскопки руин Виллы Горация в Личенце.
Известны и другие художники по фамилии Морелли.